# Metepeira karkii
Metepeira karkii là một loài nhện trong họ Araneidae.
Loài này thuộc chi Metepeira. Metepeira karkii được Albert Tullgren miêu tả năm 1901.